# Vaux-sur-Lunain
Pour les articles homonymes, voir Vaux.
Vaux-sur-Lunain est une commune française située dans le département de Seine-et-Marne en région Île-de-France.

## Géographie

### Localisation
La commune est située à environ  20 kilomètres au sud-est de Nemours, à la limite du département de l'Yonne.

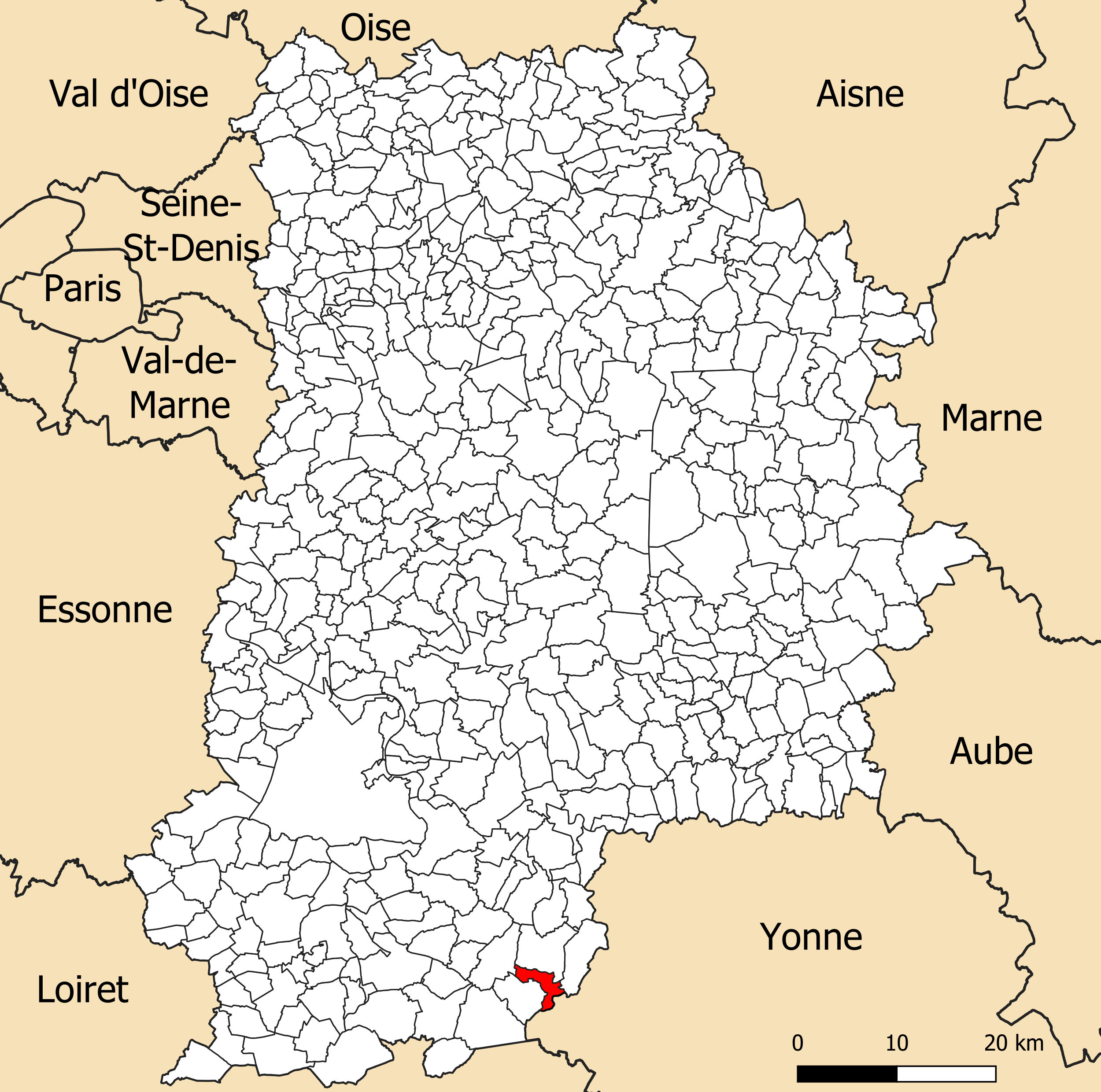
Localisation de la commune de Vaux-sur-Lunain dans le département de Seine-et-Marne.

### Communes limitrophes
| Lorrez-le-Bocage-Préaux | Chevry-en-Sereine |                |
|                         | Vaux-sur-Lunain   | Blennes        |
| Villebéon               | Jouy (Yonne)      | Chéroy (Yonne) |

### Géologie et relief
La commune est classée en zone de sismicité 1, correspondant à une sismicité très faible.
L'altitude varie de 102 mètres à 152 mètres pour le point le plus haut , le centre du bourg se situant à environ 125 mètres d'altitude (mairie)
.

### Hydrographie

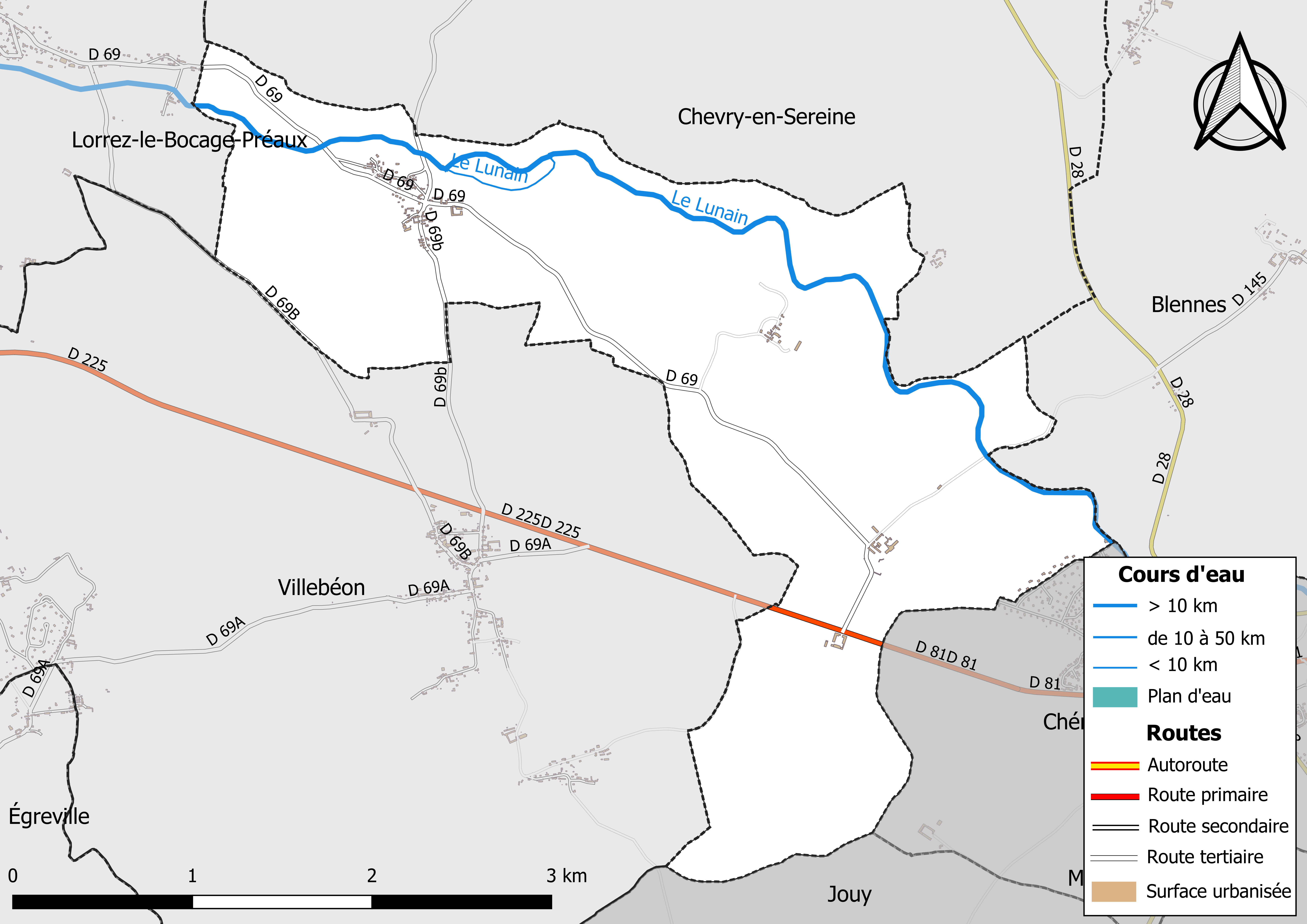
Carte des réseaux hydrographique et routier de Vaux-sur-Lunain.

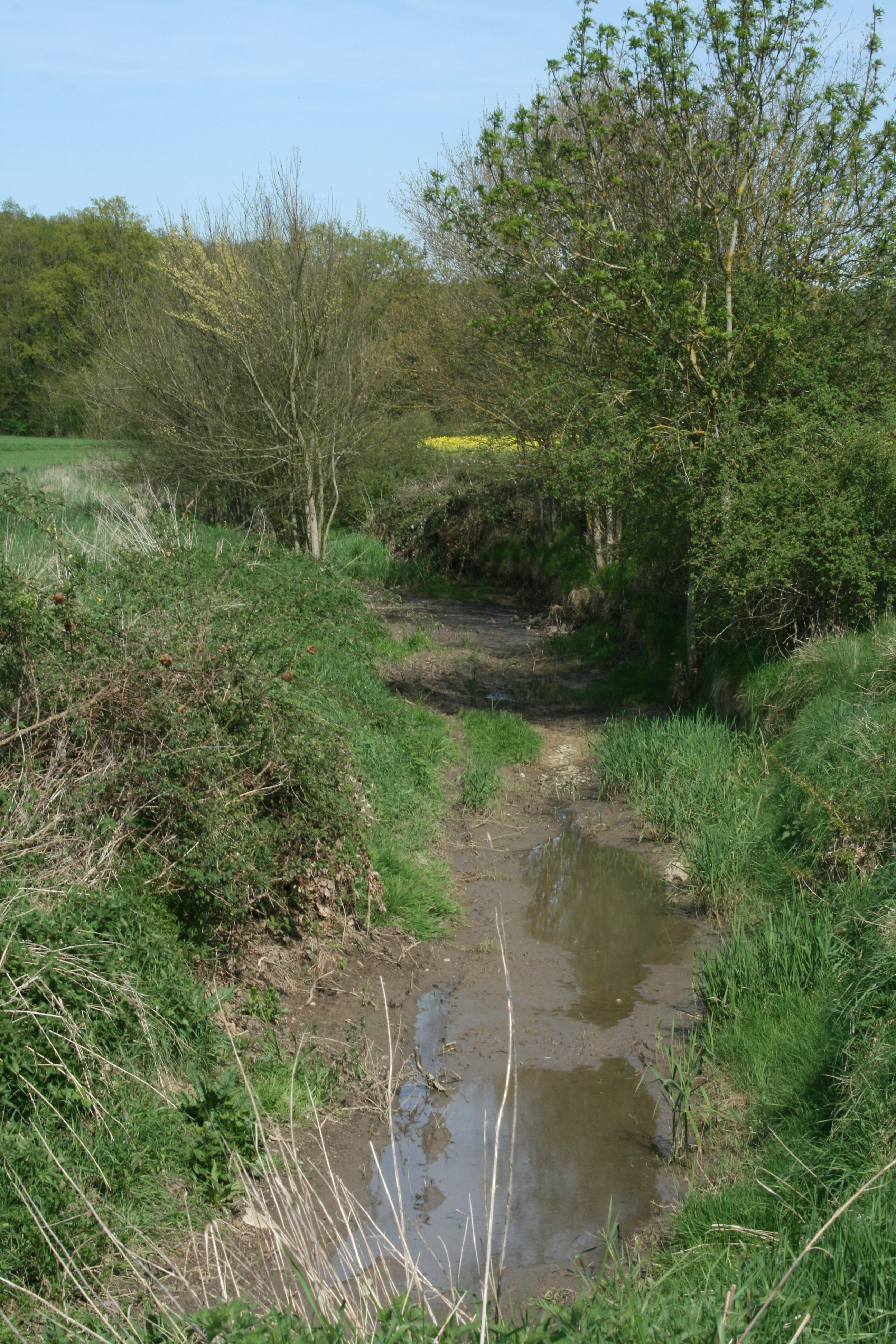
Le lit du Lunain asséché dans la commune de Vaux-sur-Lunain.

Le réseau hydrographique de la commune se compose de deux cours d'eau référencés :
- la rivière le Lunain, longue de 51,45 km[3], affluent du Loing ;
  - un bras du Lunain, 0,74 km[4].

La longueur totale des cours d'eau sur la commune est de 6,640 km.

### Climat
Pour des articles plus généraux, voir Climat de l'Île-de-France et Climat de Seine-et-Marne.
En 2010, le climat de la commune est de type climat océanique dégradé des plaines du Centre et du Nord, selon une étude du CNRS s'appuyant sur une série de données couvrant la période 1971-2000. En 2020, Météo-France publie une typologie des climats de la France métropolitaine dans laquelle la commune est exposée à un climat océanique altéré et est dans la région climatique Nord-est du bassin Parisien, caractérisée par un ensoleillement médiocre, une pluviométrie moyenne régulièrement répartie au cours de l’année et un hiver froid (3 °C).
Pour la période 1971-2000, la température annuelle moyenne est de 10,8 °C, avec une amplitude thermique annuelle de 15,7 °C. Le cumul annuel moyen de précipitations est de 748 mm, avec 12,2 jours de précipitations en janvier et 7,8 jours en juillet. Pour la période 1991-2020, la température moyenne annuelle observée sur la station météorologique la plus proche, située sur la commune de La Brosse-Montceaux à 14 km à vol d'oiseau, est de 12,0 °C et le cumul annuel moyen de précipitations est de 652,9 mm,. Pour l'avenir, les paramètres climatiques de la commune estimés pour 2050 selon différents scénarios d'émission de gaz à effet de serre sont consultables sur un site dédié publié par Météo-France en novembre 2022.

### Milieux naturels et biodiversité
Aucun espace naturel présentant un intérêt patrimonial n'est recensé sur la commune dans l'inventaire national du patrimoine naturel,,.

## Urbanisme

### Typologie
Au 1er janvier 2024, Vaux-sur-Lunain est catégorisée commune rurale à habitat très dispersé, selon la nouvelle grille communale de densité à sept niveaux définie par l'Insee en 2022.
Elle est située hors unité urbaine. Par ailleurs la commune fait partie de l'aire d'attraction de Paris, dont elle est une commune de la couronne,. Cette aire regroupe 1 929 communes,.

### Occupation des sols
L'occupation des sols de la commune, telle qu'elle ressort de la base de données européenne d’occupation biophysique des sols Corine Land Cover (CLC), est marquée par l'importance des territoires agricoles (72,4 % en 2018), une proportion identique à celle de 1990 (72,4 %). La répartition détaillée en 2018 est la suivante : 
terres arables (72,4% ), forêts (24,1% ), zones urbanisées (3,5 %).
Parallèlement, L'Institut Paris Région, agence d'urbanisme de la région Île-de-France, a mis en place un inventaire numérique de l'occupation du sol de l'Île-de-France, dénommé le MOS (Mode d'occupation du sol), actualisé régulièrement depuis sa première édition en 1982. Réalisé à partir de photos aériennes, le Mos distingue les espaces naturels, agricoles et forestiers mais aussi les espaces urbains (habitat, infrastructures, équipements, activités économiques, etc.) selon une classification pouvant aller jusqu'à 81 postes, différente de celle de Corine Land Cover,,. L'Institut met également à disposition des outils permettant de visualiser par photo aérienne l'évolution de l'occupation des sols de la commune entre 1949 et 2018.

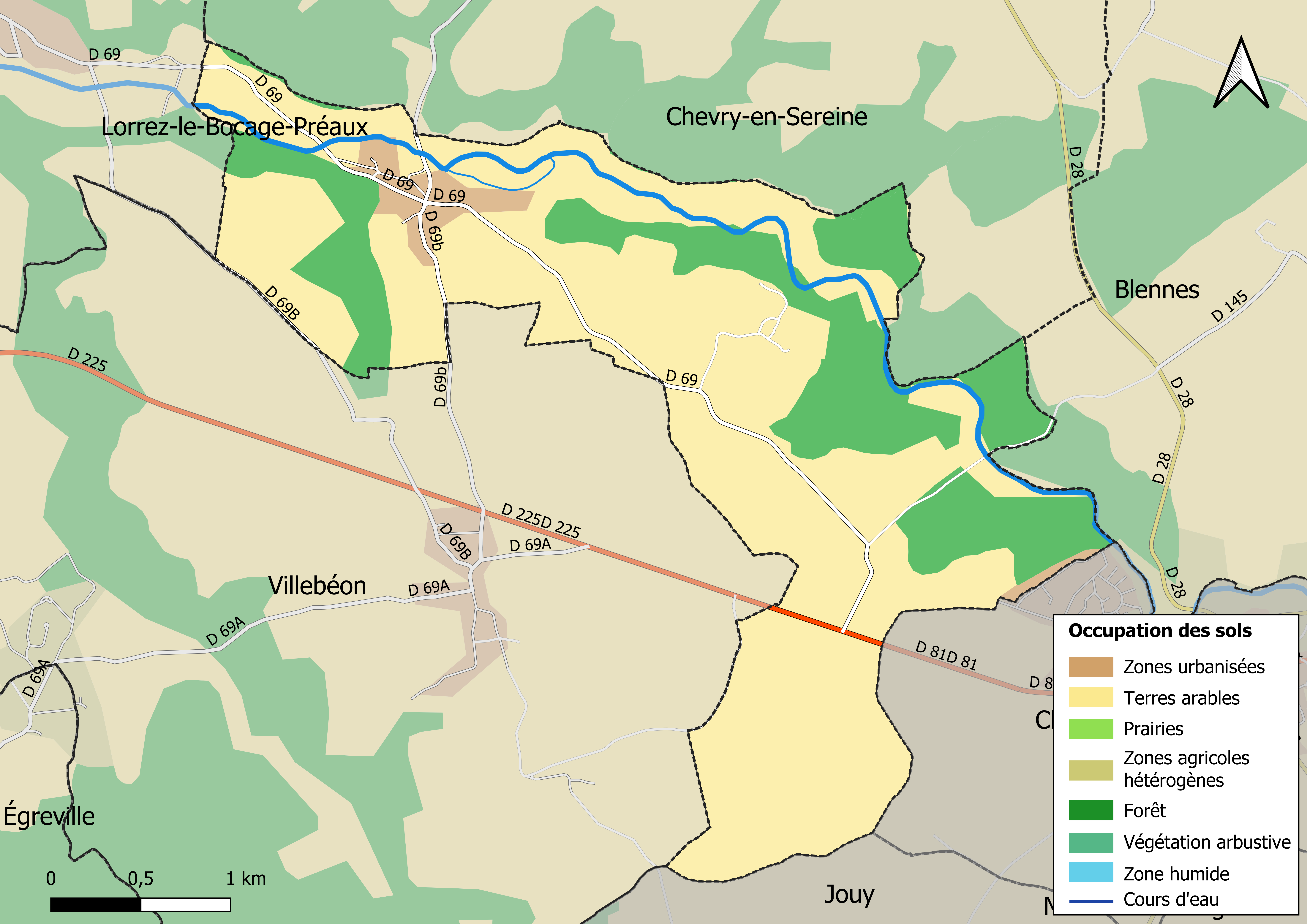
Carte des infrastructures et de l'occupation des sols en 2018 (CLC) de la commune.
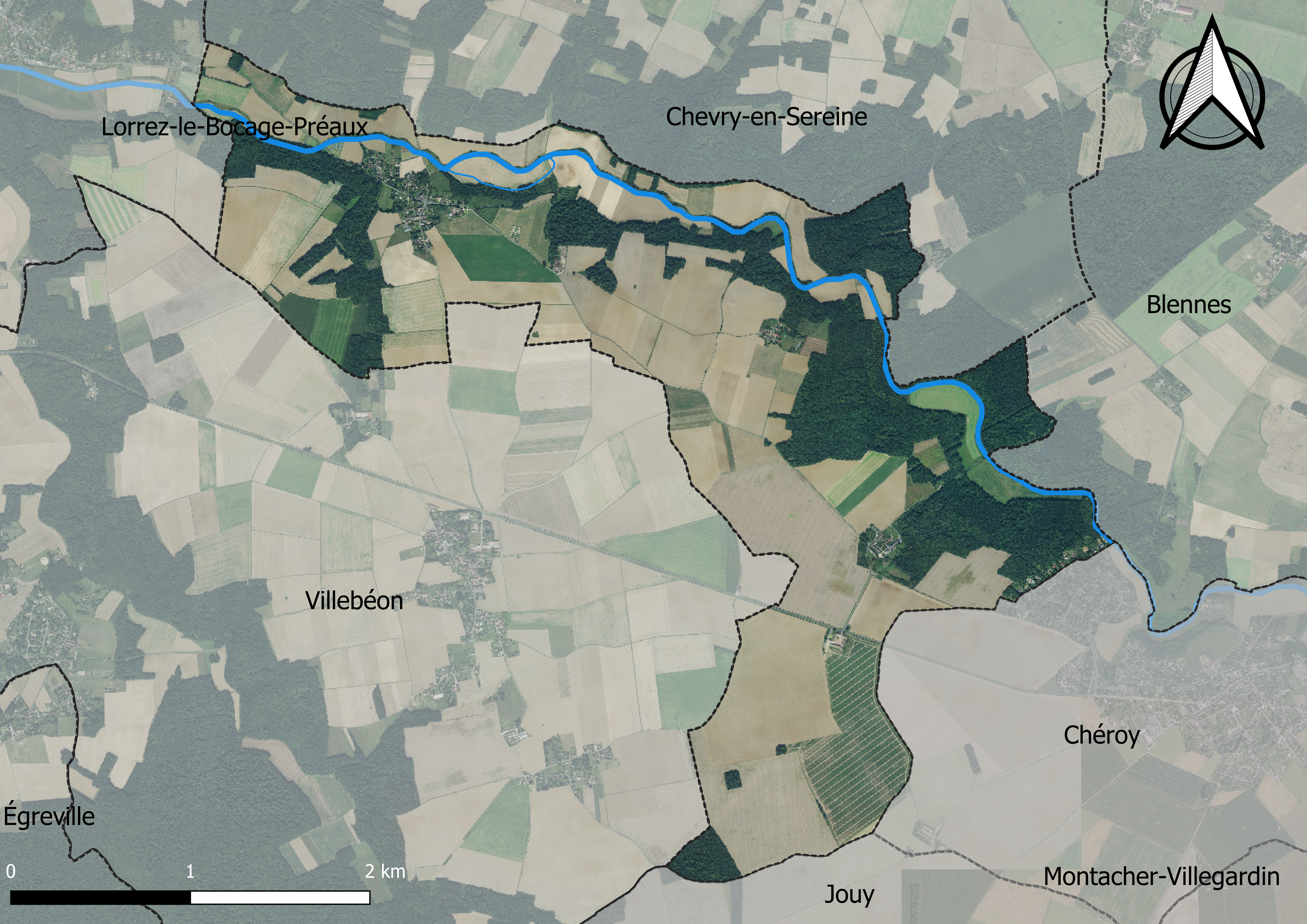
Carte orhophotogrammétrique de la commune.

### Planification
La loi SRU du 13 décembre 2000 a incité les communes à se regrouper au sein d’un établissement public, pour déterminer les partis d’aménagement de l’espace au sein d’un SCoT, un document d’orientation stratégique des politiques publiques à une grande échelle et à un horizon de 20 ans et s'imposant aux documents d'urbanisme locaux, les PLU (Plan local d'urbanisme). La commune est dans le territoire du SCOT Nemours Gâtinais, approuvé le 5 juin 2015 et porté par le syndicat mixte d’études et de programmation (SMEP) Nemours-Gâtinais.
La commune disposait en 2019 d'un plan local d'urbanisme approuvé. Le zonage réglementaire et le règlement associé peuvent être consultés sur le Géoportail de l'urbanisme.

### Lieux-dits et écarts
La commune compte 85 lieux-dits administratifs répertoriés consultables ici dont les Richoux, Villeniard.

### Logement
En 2016, le nombre total de logements dans la commune était de 90 dont 97,9 % de maisons et 2,1 % d'appartements.
Parmi ces logements, 56,7 % étaient des résidences principales, 27,5 % des résidences secondaires et 15,9 % des logements vacants.
La part des ménages fiscaux propriétaires de leur résidence principale s'élevait à 94,3 % contre 5,7 % de locataires.

### Voies de communication et transports

#### Transports
La commune est desservie par la ligne d’autocars No 9A du réseau de bus Vallée du Loing - Nemours.

## Toponymie
Le nom de la localité est mentionné sous les formes Grangia de Valle Lune en 1163 ; Vaus en 1198 ; Locus qui dicitur in Vallibus juxta Lorretum en 1270 ; Vaulx en 1519.
« Vaux » est le pluriel de val, une forme de relief au sens plus restreint que celui de la vallée.
Le Lunain est une rivière, affluent du Loing et donc sous-affluent de la Seine, coulant dans les départements de l'Yonne et de la Seine-et-Marne.

## Politique et administration

### Liste des maires
| Période                                  | Période  | Identité         | Étiquette | Qualité     |
| ---------------------------------------- | -------- | ---------------- | --------- | ----------- |
| Les données manquantes sont à compléter. |          |                  |           |             |
| mars 2001                                | 2020     | Patrick Bousser  |           | Agriculteur |
| 2020                                     | En cours | Vincent Chianese |           | Agent sncf  |

## Équipements et services

### Eau et assainissement
L’organisation de la distribution de l’eau potable, de la collecte et du traitement des eaux usées et pluviales relève des communes. La loi NOTRe de 2015 a accru le rôle des EPCI à fiscalité propre en leur transférant cette compétence. Ce transfert devait en principe être effectif au 1er janvier 2020, mais la loi Ferrand-Fesneau du 3 août 2018 a introduit la possibilité d’un report de ce transfert au 1er janvier 2026,.

#### Assainissement des eaux usées
En 2020, la commune de Vaux-sur-Lunain ne dispose pas d'assainissement collectif,.
L’assainissement non collectif (ANC) désigne les installations individuelles de traitement des eaux domestiques qui ne sont pas desservies par un réseau public de collecte des eaux usées et qui doivent en conséquence traiter elles-mêmes leurs eaux usées avant de les rejeter dans le milieu naturel. Le SIAAEP du Bocage assure pour le compte de la commune le service public d'assainissement non collectif (SPANC), qui a pour mission de vérifier la bonne exécution des travaux de réalisation et de réhabilitation, ainsi que le bon fonctionnement et l’entretien des installations,.

#### Eau potable
En 2020, l'alimentation en eau potable est assurée par le SIAAEP du Bocage qui en a délégué la gestion à une entreprise privée, dont le contrat expire le 31 décembre 2029,,.
Les nappes de Beauce et du Champigny sont classées en zone de répartition des eaux (ZRE), signifiant un déséquilibre entre les besoins en eau et la ressource disponible. Le changement climatique est susceptible d’aggraver ce déséquilibre. Ainsi afin de renforcer la garantie d’une distribution d’une eau de qualité en permanence sur le territoire du département, le troisième Plan départemental de l’eau signé, le 3 octobre 2017, contient un plan d’actions afin d’assurer avec priorisation la sécurisation de l’alimentation en eau potable des Seine-et-Marnais. A cette fin a été préparé et publié en décembre 2020 un schéma départemental d’alimentation en eau potable de secours dans lequel huit secteurs prioritaires sont définis. La commune fait partie du secteur Bocage.

## Population et société
Les habitants sont appelés les Vaulxois et Vaulxoises.
L'évolution du nombre d'habitants est connue à travers les recensements de la population effectués dans la commune depuis 1793. Pour les communes de moins de 10 000 habitants, une enquête de recensement portant sur toute la population est réalisée tous les cinq ans, les populations de référence des années intermédiaires étant quant à elles estimées par interpolation ou extrapolation. Pour la commune, le premier recensement exhaustif entrant dans le cadre du nouveau dispositif a été réalisé en 2007.

En 2022, la commune comptait 232 habitants, en évolution de +5,94 % par rapport à 2016 (Seine-et-Marne : +3,92 %, France hors Mayotte : +2,11 %).
| 1793 | 1800 | 1806 | 1821 | 1831 | 1836 | 1841 | 1846 | 1851 |
| ---- | ---- | ---- | ---- | ---- | ---- | ---- | ---- | ---- |
| 142  | 126  | 124  | 100  | 165  | 154  | 208  | 225  | 201  |

| 1856 | 1861 | 1866 | 1872 | 1876 | 1881 | 1886 | 1891 | 1896 |
| ---- | ---- | ---- | ---- | ---- | ---- | ---- | ---- | ---- |
| 195  | 213  | 216  | 207  | 235  | 225  | 221  | 201  | 189  |

| 1901 | 1906 | 1911 | 1921 | 1926 | 1931 | 1936 | 1946 | 1954 |
| ---- | ---- | ---- | ---- | ---- | ---- | ---- | ---- | ---- |
| 193  | 185  | 187  | 149  | 128  | 132  | 135  | 150  | 133  |

| 1962 | 1968 | 1975 | 1982 | 1990 | 1999 | 2006 | 2007 | 2012 |
| ---- | ---- | ---- | ---- | ---- | ---- | ---- | ---- | ---- |
| 251  | 277  | 296  | 266  | 219  | 192  | 197  | 197  | 206  |

| 2017 | 2022 | - | - | - | - | - | - | - |
| ---- | ---- | - | - | - | - | - | - | - |
| 226  | 232  | - | - | - | - | - | - | - |

## Économie

### Revenus de la population et fiscalité
En 2018, le nombre de ménages fiscaux de la commune était de 59, représentant 153 personnes et la  médiane du revenu disponible par unité de consommation  de 23 920 euros.

### Emploi
En 2017 , le nombre total d’emplois dans la zone était de 59, occupant 61 actifs  résidants.
Le taux d'activité de la population (actifs ayant un emploi) âgée de 15 à 64 ans s'élevait à 72,3 % contre un taux de chômage de 12 %.
Les 15,7 % d’inactifs se répartissent de la façon suivante : 4,8 % d’étudiants et stagiaires non rémunérés, 6 % de retraités ou préretraités et 4,8 % pour les autres inactifs.

### Secteurs d'activité

#### Entreprises et commerces
En 2019, le nombre d’unités légales et d’établissements (activités marchandes hors agriculture. ) par secteur d'activité était de 7 dont 2 dans l’industrie manufacturière, industries extractives et autres, 1 dans la construction, 2 dans le commerce de gros et de détail, transports, hébergement et restauration, et 2 dans les activités spécialisées, scientifiques et techniques et activités de services administratifs et de soutien.
En 2020, 4 entreprises individuelles ont été créées sur le territoire de la commune.
Au 1er janvier 2021, la commune ne disposait pas d’hôtel et de terrain de camping.

### Agriculture
Vaux-sur-Lunain est dans la petite région agricole dénommée la « Bocage gâtinais », à l'extrême sud du département. En 2010, l'orientation technico-économique de l'agriculture sur la commune est la culture de céréales et d'oléoprotéagineux (COP).
Si la productivité agricole de la Seine-et-Marne se situe dans le peloton de tête des départements français, le département enregistre un double phénomène de disparition des terres cultivables (près de 2 000 ha par an dans les années 1980, moins dans les années 2000) et de réduction d'environ 30 % du nombre d'agriculteurs dans les années 2010. Cette tendance se retrouve au niveau de la commune où le nombre d’exploitations est passé de 6 en 1988 à 3 en 2010. Parallèlement, la taille de ces exploitations augmente, passant de 120 ha en 1988 à 152 ha en 2010.
Le tableau ci-dessous présente les principales caractéristiques des exploitations agricoles de Vaux-sur-Lunain, observées sur une période de 22 ans : 
|                                      | 1988 | 2000 | 2010 |
| ------------------------------------ | ---- | ---- | ---- |
| Dimension économique,                |      |      |      |
| Nombre d’exploitations (u)           | 6    | 6    | 3    |
| Travail (UTA)                        | 11   | 11   | 5    |
| Surface agricole utilisée (ha)       | 720  | 983  | 457  |
| Cultures                             |      |      |      |
| Terres labourables (ha)              | 715  | 980  | 454  |
| Céréales (ha)                        | 404  | 534  | 209  |
| dont blé tendre (ha)                 | 323  | 426  | 145  |
| dont maïs-grain et maïs-semence (ha) | 26   | s    |      |
| Tournesol (ha)                       | 60   | s    | s    |
| Colza et navette (ha)                | 70   | 285  | 125  |
| Élevage                              |      |      |      |
| Cheptel (UGBTA)                      | 56   | 50   | 0    |

## Culture locale et patrimoine

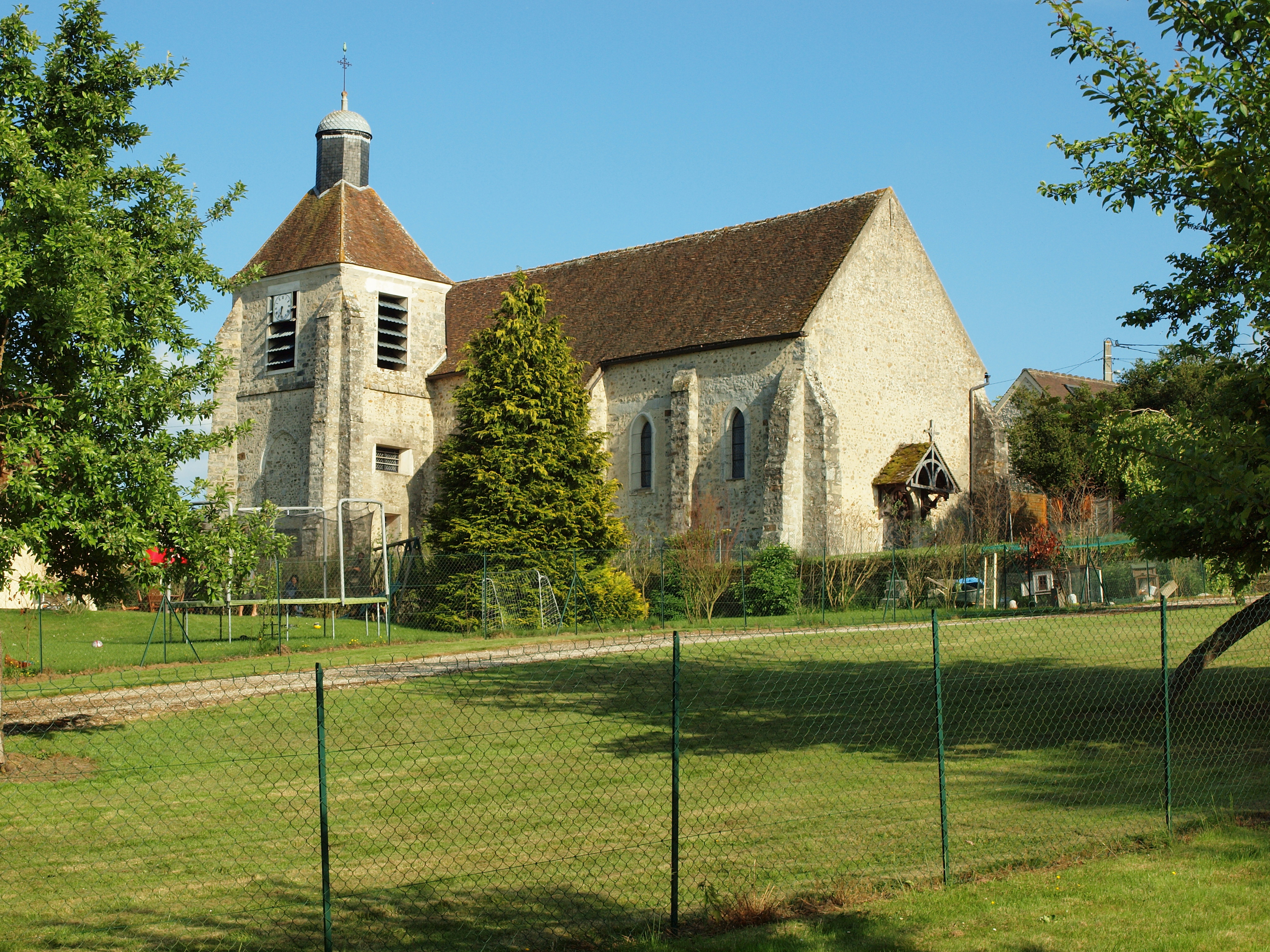
L'église Saint-Gengoult.

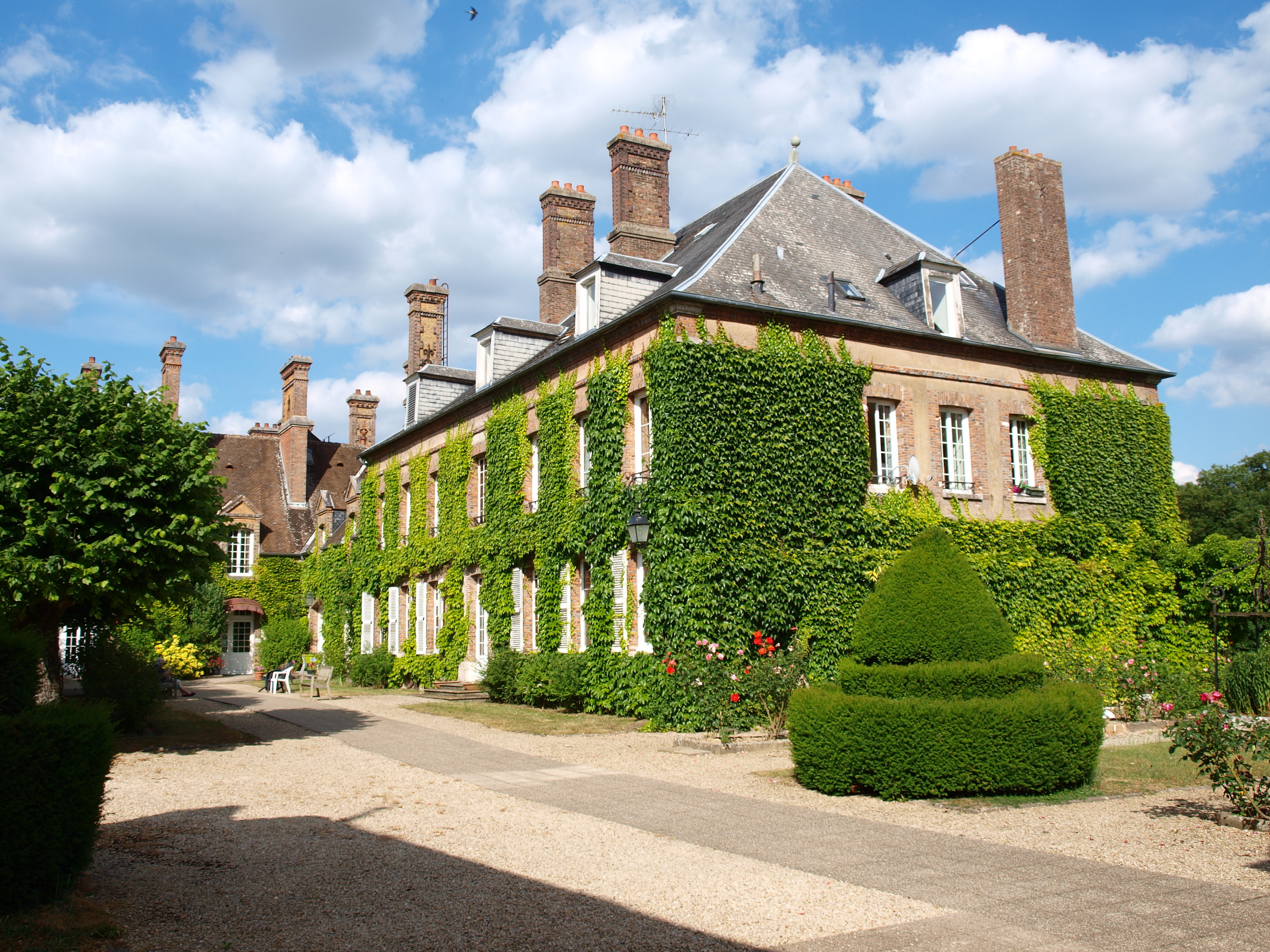
Le château de Villeniard

### Lieux et monuments
- L'église Saint-Gengoult et son clocher en bulbe, XVIIe siècle.
- Le château de Villeniard, XIXe siècle, propriété du comte Paul de Ségur, à l'écart, au sud-est.
- Lavoir restauré.

### Personnalités liées à la commune
- Jean Amila (1910-1995), écrivain de son vrai nom Jean Meckert, est mort à Vaux-sur-Lunain.
- Claude Sylvain (Claude, Nelly Gelblum, mariée madame Claude Claude) (1930-2005), actrice et chanteuse française, est morte à Vaux-sur-Lunain.
- Helene Marzellier (1915-1980) est morte à Vaux sur Lunain le 25 novembre 1980.Le 25 octobre 1978, Yad Vashem – Institut International pour la Mémoire de la Shoah, a décerné à Hélène Marzellier, le titre de Juste parmi les Nations.https://yadvashem-france.org/dossier/nom/1484/